# Wisenberg
Der Wisenberg ist ein Berg im östlichen Jura, in den Schweizer Kantonen Basel-Landschaft und Solothurn, rund 6 km nördlich der Stadt Olten. Der Gipfel liegt auf dem Gemeindeboden von Häfelfingen. Mit seinen 1002 m ü. M. ist der Wisenberg der östlichste Gipfel des Juras, der die Marke von 1000 m knapp überschreitet. Die Höhe des Wisenbergs ist weitgehend waldbedeckt, nur nördlich des eigentlichen Gipfels gibt es eine grössere Wiese.

## Geographie
Begrenzt wird der Wisenberg im Westen vom Homburgertal, im Norden von den Höhen des Tafeljuras und im Osten vom Tal des Wisenbachs (Quellbach des Eibachs). Nach Süden leitet der Sattel von Wisen (710 m ü. M.) zum Jurahauptkamm im Bereich des Unteren Hauensteins und der Frohburg über. Der Jurahauptkamm bildet zwar die Wasserscheide zwischen Aare im Süden und Ergolz im Norden, ist aber in diesem Gebiet mit 700 bis 800 m deutlich niedriger als der nördlich vorgelagerte Wisenberg. Westlich an die breite Höhe des Wisenbergs schliesst sich der Homberg (790 m ü. M.) mit der Ruine Homburg an.

## Geologie
In geologischer Hinsicht zeigt der Wisenberg einen anderen Aufbau als der Jurahauptkamm, der aus Gesteinsschichten der Jurazeit besteht. Der Wisenberg ist aus mehreren übereinander liegenden Stapeln aus Muschelkalkschichten aufgebaut, die ihrerseits im Rahmen der Jurafaltung im späten Miozän und im Pliozän zusammengepresst und über den nördlich lagernden Tafeljura überschoben wurden. Diese Muschelkalksedimente wurden während der Trias vor rund 200 Millionen Jahren in einem flachen Meer abgelagert und sind damit älter als die Gesteine der Jurazeit.

## Geschichte

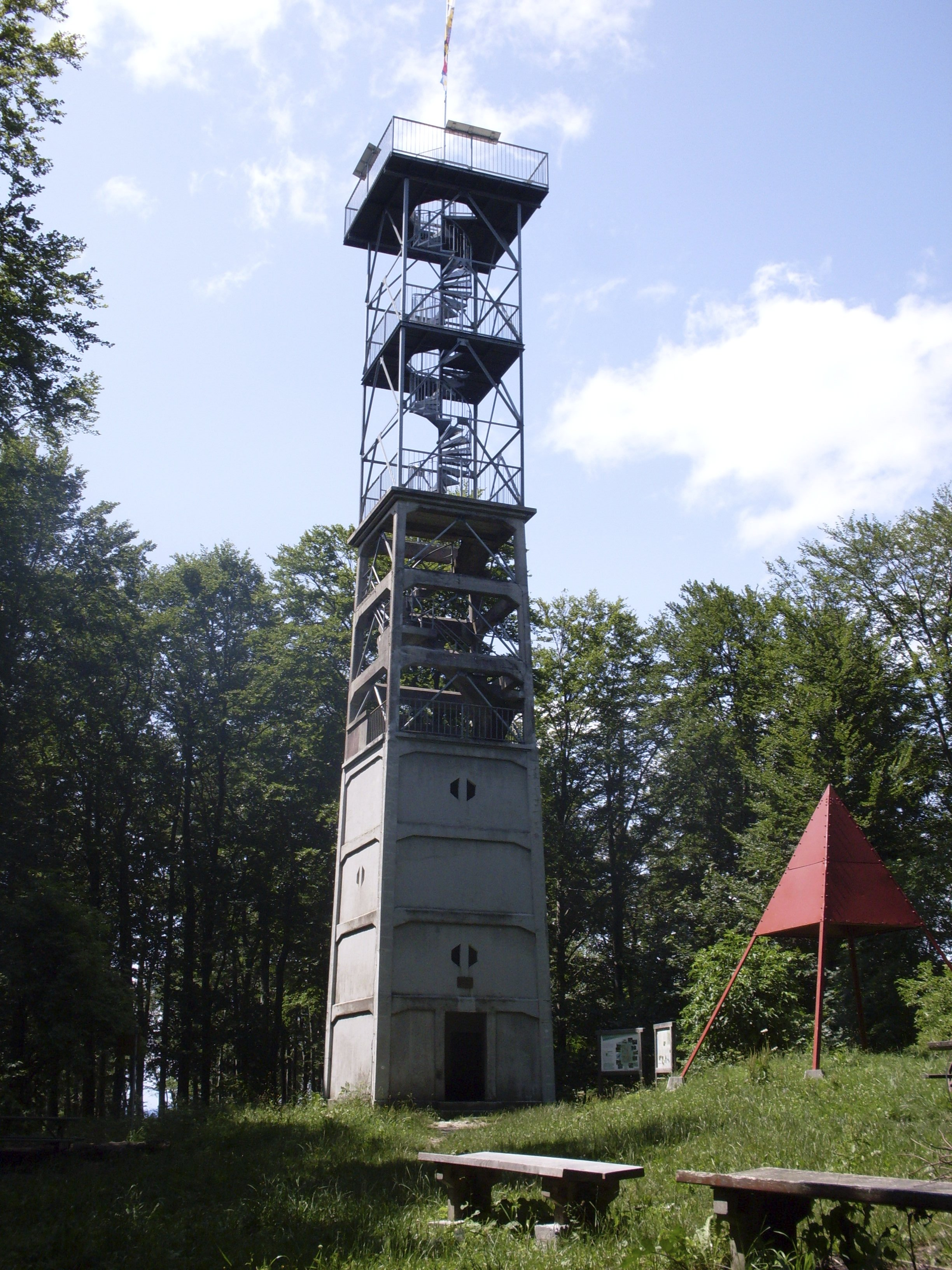
Wisenbergturm mit Pyramide beim Triangulationspunkt der Landesvermessung

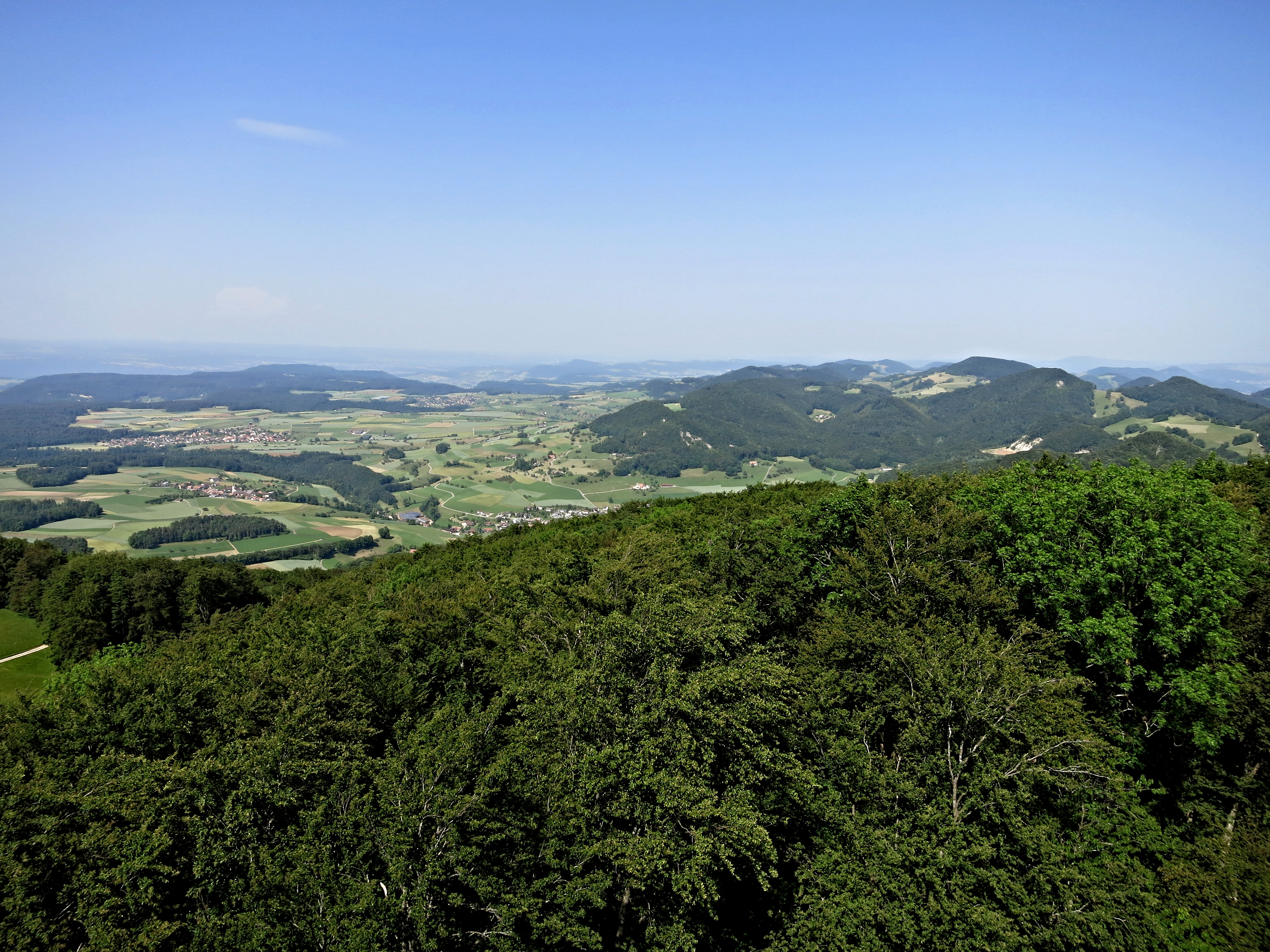
Blick vom Aussichtsturm auf dem Wisenberg nach Nordosten

Seit dem Mittelalter diente der damals gerodete Berggipfel als Hochwachtstandort. Im frühen 19. Jahrhundert wurde der weithin sichtbare Berg zum Triangulationspunkt für die trigonometrische Vermessung der Region Basel bestimmt. Benachbarte Punkte des Triangulationspunktes 1. Ordnung der Landesvermessung 1903 sind u. a. Lägern, Rigi und Napf.
Während des Ersten Weltkrieges hatte der Wisenberg Bedeutung als Artillerie-Beobachtungspunkt im Rahmen des Festungssystems Fortifikation Hauenstein. Für diese Zwecke wurde ein Holzturm erbaut, an dessen Stelle 1927 ein 9 m hoher Aussichtsturm aus Stein trat. Aufgrund des Waldwachstums, wodurch die Aussicht immer mehr eingeschränkt wurde, musste der Turm 1953 zunächst auf 15 m und 1987 auf 24,6 m erhöht werden. Im Sommer 2017 wurde der Wisenbergturm saniert.